# Bajai Ernő István
Bajai Ernő István (Budapest, 1949. február 13. –) újságíró, rejtvényszerkesztő, minden idők legnehezebb magyar keresztrejtvényének elkészítője. Édesapja Bajai Ernő újságíró, rejtvényszerkesztő.

## Életpályája
Érettségi után Ludwigsfeldében dolgozott az IFA teherautógyárban 1971-ig. A debreceni KLTE bölcsészettudományi karán német szakon végzett 1978-ban. 1974 óta újságíró, rejtvényszerkesztő majd piackutató vállalatok kommunikációs tanácsadója.
- 1974-1978 Debreceni Egyetemi Élet
- 1978-1981, 1985-1987 MTI
- 1981–1985 Utazási Magazin
- 1987-1989, 1991 Képes Újság
- 1989-1990, 1992-1993 Reform
- 1993- Élelmiszer Kereskedelmi Szaklap
- 1996- GfK Piackkutató Intézet
- 2005 Nielsen Piackutató Kft.

Ezeken kívül rejtvénylapokat is szerkesztett:
- Forog az idegen
- Kurír Rejtvénymagazin
- Rejtvényújság
- Szóról szóra

Elméleti síkon is foglalkozik a rejtvénykészítéssel, és ő volt az, aki elkészítette minden idők legnehezebb magyar keresztrejtvényét.[forrás?]

## Önállóan megjelent művei
- 1987. Budapest, Hogyan fejtsünk keresztrejtvényt?